# 阿特蘭大 (加利福尼亞州)
亞特蘭大（英語：Atlanta）是位於美國加利福尼亞州聖華金縣的一個非建制地區。

## 地理
亞特蘭大的座標為37°48′47″N 121°07′15″W / 37.81306°N 121.12083°W，而該地最高點為海拔高度19米（即62英尺）。

## 人口
根據2010年美國人口普查的數據，亞特蘭大的面積為5.00平方千米，當中陸地面積為5.00平方千米，而水域面積為5.00平方千米。當地共有人口500人，而人口密度為每平方千米100人。